# タイプR
タイプR（タイプアール、英語: TYPE R）は、本田技研工業（ホンダ）が製造・販売する自動車のスポーツグレードに用いられる名称である。

## 概要
ホンダのスポーツモデルにおける最上位グレードであり、同社のスポーツカー全体の代名詞ともいえる存在である。
該当車種の標準グレード車に比べ、より高性能なエンジンやブレーキ、サスペンションなどを搭載し、さらに車体の一部をアルミやCFRPへと置き換えることによる軽量化、剛性向上のためのボディ補強がなされている。これらによって非常に高い走行性能を持つ反面、軽量化のためにカーオーディオや遮音材、エアコンなどの快適装備を省略もしくはオプション設定とし、サスペンションもスポーツ走行向けに固く設定されている。
FK8型シビックタイプRからは「第2世代タイプR」と称し、高次元での運動性能と快適性の両立に重点を置いた開発がなされており、電子制御や運転支援システムも積極的に搭載されるようになった。近年では空力性能も追求した開発がされており、FL5型シビックタイプRではホンダ社内のSUPER GT車両開発チームや、GT3やTCR車両開発を行っているJASモータースポーツからの意見が空力デザインに反映された。
現在に至るまで全車種がMTのみの設定であり、AT車は販売されていない。また、他社のスポーツカーがターボチャージャーの装着により高出力を得る例が多い中で、タイプRでは超高回転型の自然吸気エンジンを採用していたが、FK2型シビックタイプRからはターボチャージャーを搭載している。
全車種に専用ボディカラーとして「チャンピオンシップホワイト」が設定され、タイプRのイメージカラーにもなっている。また、タイプR専用の装備として赤いホンダエンブレムが装着されている。

## 盗難問題
タイプRは、車種にかかわらず車両盗難に遭うケースが非常に多い。そのためNSXタイプR（NA2型）の後期型、インテグラタイプR（DC5型）の後期型、シビックタイプR（EP3型）の後期型、シビックタイプR（FD2型）において、当時は装着が限定的であったイモビライザーが標準装備された。2008年にはこれらを専門にして盗難を繰り返していた窃盗団が栃木県警によって逮捕され、詳細が報じられている。

## タイプRがラインナップされた車種
発売時期は日本国内でのもの。欧州製のシビック等、海外での発売時期は多少異なる。
- NSX
  - NA1型（1992-1995）
  - NA2型（2002-2005）[5]
- インテグラ：DC2型は北米でACURA Integra typeR（丸目4灯）としても販売されていた。
  - DC2型/DB8型（1995-2001）
  - DC5型（2001-2006）
- アコード：欧州のみ設定。日本国内では「ユーロR」として販売されていた。
  - CF型（1997-2002）
  - CL型（2002-2008）
- シビック
  - EK9型（1997-2000）
  - EP3型（2001-2005）欧州製。
  - FD2型（2007-2010）
  - FN2型（2007-2012）欧州製。
  - FK2型（2015-2016）欧州製。
  - FK8型（2017-2021）欧州製。
  - FL5型（2022-）